# Групенфюрер

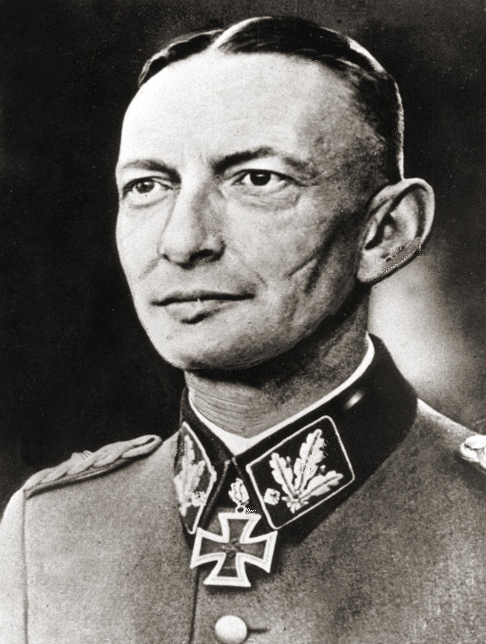
Групенфю́рер CC i генерал-лейтенант Ваффен-СС Гайнц Райнефарт

Групенфю́рер (нім. SS-Gruppenführer) — військове звання вищих фюрерів СС (нім. Schutzstaffel) з 1930 та СА (нім. Sturmabteilung) з вересня 1925, яке відповідало званню генерал-лейтенанта Вермахту, а також спеціальне звання у ряді напіввійськових формувань СС та СА.

## СА, СС, НСФК, НСКК
Було введено як звання (з початку — єдине) керівника основного підрозділу організації СС — групи (нім. SS-Gruppe). У період з 1926 по 1936 було званням вищих керівників територіальних підрозділів організації СС — Абшніт, Оберабшніт (нім. SS-Abschnitte) (нім. SS-Oberabschnitte).
З моменту створення Ваффен-СС відповідало званню генерал-лейтенанта і посаді заступника командувача армією, командира корпусу. У центральному апараті СС дане звання відповідало посаді керівника одного з департаментів (SS-Hauptamt). Наприклад, РЗГА керував до своєї загибелі в 1942 році групенфюрер СС Райнгард Гейдріх, а потім обергрупенфюрер СС Ернст Кальтенбруннер.
Зміна знаків розрізнення вищих фюрерів (генералів) СС в квітні 1942 року була викликана введенням звання оберстгрупенфюрер і бажанням уніфікувати кількість зірочок на петлицях і на погонах, які носилися на всіх інших видах форми, окрім партійної, оскільки із збільшенням кількості частин Ваффен-СС все частіше виникали проблеми з коректним розпізнаванням звань СС звичайними військовослужбовцями Вермахту.
У разі призначення володаря цього звання на посаду військової (з 1936 року) або поліцейської (з 1933 року) служби він отримував дублююче звання відповідно до характеру служби:
- групенфюрер СС і генерал-лейтенант поліції — нім. SS Gruppenfuehrer und der General-leutnant der Polizei
- групенфюрер СС і генерал-лейтенант Ваффен-СС — нім. SS Gruppenfuehrer und der General-leutnant der Waffen SS

Зокрема згаданий Р.Гейдріх носив дублююче звання генерал-лейтенанта поліції.

## Інші організації
В організації «Сталевий шолом», яка після приходу нацистів до влади увійшла до складу СА, звання «группенфюрер», навпаки, відносилося до найнижчих і приблизно відповідало армійському унтер-офіцеру.
Спеціальне звання групенфюрер, як унтер-офіцерське, використовувалося в деяких напіввійськових формуваннях, наприклад в службі попередження про нальоти (нім. Luftschutz-Warndienstes) у ППО рейху, службі Зимова допомога та ін.
У фольксштурмі це звання відповідало званню армійського унтер-офіцера і присвоювалося командирам відділень.
У НДР це спеціальне звання було первинним званням молодшого начальницького складу в підрозділах (бойових групах) робочої міліції (нім. kampfgruppen der Arbeiterklasse der DDR).
Слід враховувати, що звання групенфюрер як спеціальне звання використовується і нині, наприклад у школі дорожньої поліції кантону Цюрих, знаки розрізнення — по одній шестикінечній зірці («зірка Давида») на погонах.
Знаки розрізнення группенфюрера СС та генерал-лейтенанта військ СС після 1942 р. (до того — три дубових листки)

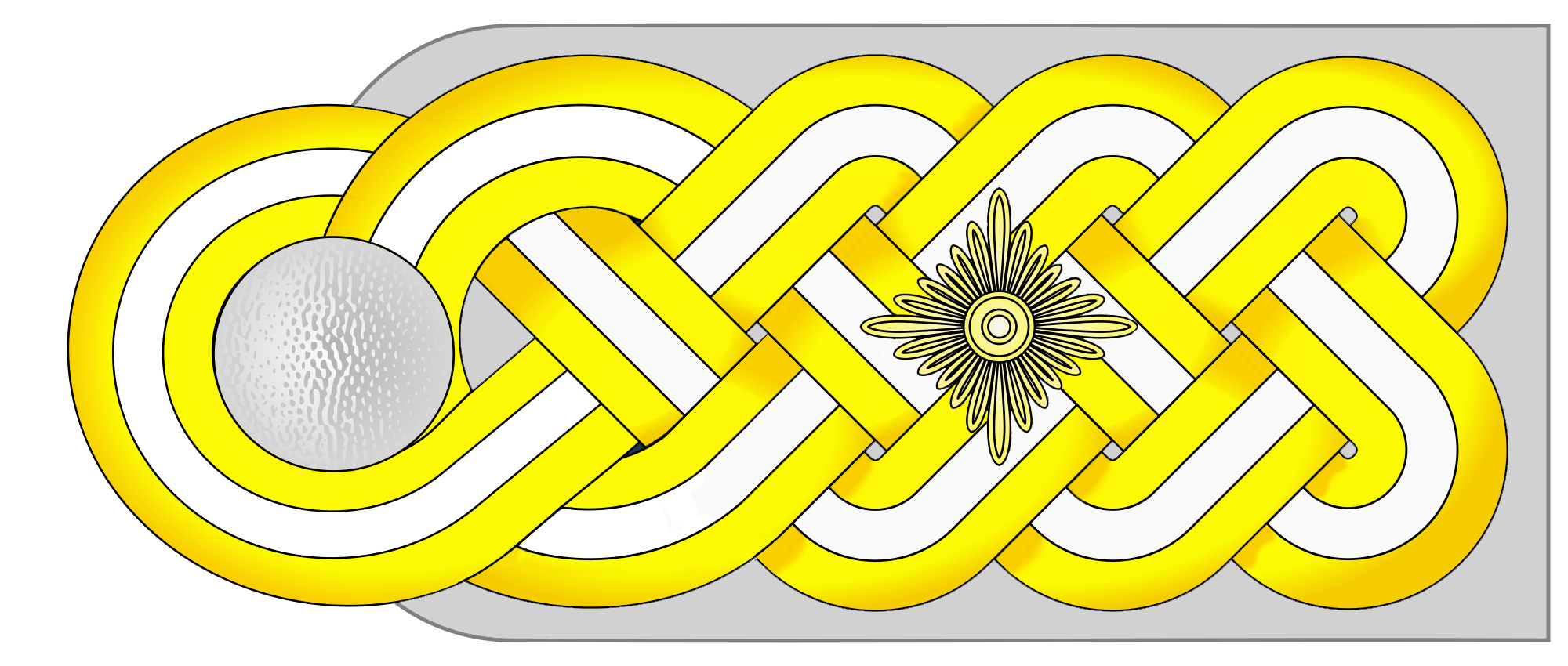
Погон
Петлиця
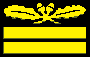
Маскувальний костюм